# Busójárás
Busójárás (trong tiếng Hungary nghĩa là "Người đeo mặt nạ Busó đi bộ"; trong tiếng Croatia là Pohod bušara) là một lễ hội thường niên của dân tộc Šokci ở thị trấn Mohács, Hungary. Lễ hội thường được tổ chức vào cuối mùa lễ hội Carnival (trong tiếng Hungary gọi là Farsang) và kết thúc trước ngày thánh Thứ tư Lễ Tro. Busós (có thể hiểu là những người đeo mặt nạ) được xem là "linh hồn" của lễ hội này. Ngoài hoạt động hóa trang cùng những chiếc mặt nạ, lễ hội còn có các hoạt động như diễu hành, nhảy múa theo những làn điệu dân ca. Lễ hội Busójárás thường diễn ra trong vòng 6 ngày vào tháng Hai hàng năm. Lễ hội sẽ bắt đầu vào một thứ Năm trong tuần, theo sau đó lễ hội hóa trang Kisfarsang vào thứ Sáu, tiếp đến là lễ hội hóa trang Chủ nhật (Farsang vasárnap) diễn ra vào ngày Chủ nhật thứ bảy trong tháng, trước Lễ Phục sinh. Sau khi lễ Farsang vasárnap kết thúc là đến ngày Farsangtemetés (Lễ chôn cất Farsang) vào thứ Ba tiếp theo, ngày thứ Ba này cũng chính là Ngày Bánh kếp (Shrove Tuesday) hay còn gọi là thứ Ba béo mập (Mardi Gras). Tất cả những lễ hội truyền thống nêu trên đều được UNESCO ghi danh vào Danh sách Di sản văn hóa phi vật thể đại diện của nhân loại từ năm 2009.
Cư dân địa phương tại Mohács lý giải nguồn gốc của lễ hội này theo hai huyền thoại khác nhau nhưng vẫn có sự liên quan.
Truyền thuyết kể lại rằng, trong thời kỳ Đế chế Ottoman vẫn còn chiếm đóng Hungary, cư dân tại Mohács đã chạy trốn khỏi thị trấn và sống trong những khu rừng đầm lầy gần đó để tránh quân đội Thổ Nhĩ Kỳ. Vào đêm nọ, khi dân làng đang quây quần bên ánh lửa thì một cụ già người Šokci từ đâu xuất hiện rồi nói rằng: "Đừng sợ! Vận mệnh của các người sắp được đổi tốt, các người sẽ sớm được về nhà. Có điều, từ giờ đến lúc đó, hãy lo mà chuẩn bị cho trận chiến sắp tới. Hãy chế tạo thật nhiều vũ khí và những chiếc mặt nạ ghê rợn rồi đợi đêm bão đến, sẽ có một kỵ sĩ đeo mặt nạ đến chỗ các người."  Nói xong ông lão biến mất như một cơn gió. Thế là ai nấy bảo nhau làm theo lời ông lão và mấy ngày sau, khi cơn bão đêm kéo đến, người kỵ sĩ đeo mặt nạ cuối cùng cũng tới. Kỵ sĩ bảo dân làng hãy đeo mặt nạ lên và trở về Mohács, rồi nổi lên những tiếng động thật lớn. Quân lính Thổ Nhĩ Kỳ bị một phen khiếp vía bởi những âm thanh dữ dội cùng hình thù kỳ quái của những chiếc mặt nạ trong cơn bão đêm. Chúng tưởng rằng là ma quỷ đến tấn công nên đã bỏ chạy trước khi bình minh lên.
Theo một truyền thuyết cổ hơn thì lại kể rằng, thứ mà busós (những người đeo mặt nạ) xua đuổi là mùa đông chứ không phải quân đội Thổ Nhĩ Kỳ.
Tóm lại, dù khởi nguồn của lễ hội Busójárás là gì thì nó vẫn được tổ chức vào mỗi tháng Hai hàng năm. Ngoài ra, lễ hội còn được tổ chức cùng những quốc gia láng giềng, trong đó có: Croatia, Serbia, Slovenia và cả Ba Lan.

## Bộ sưu tập

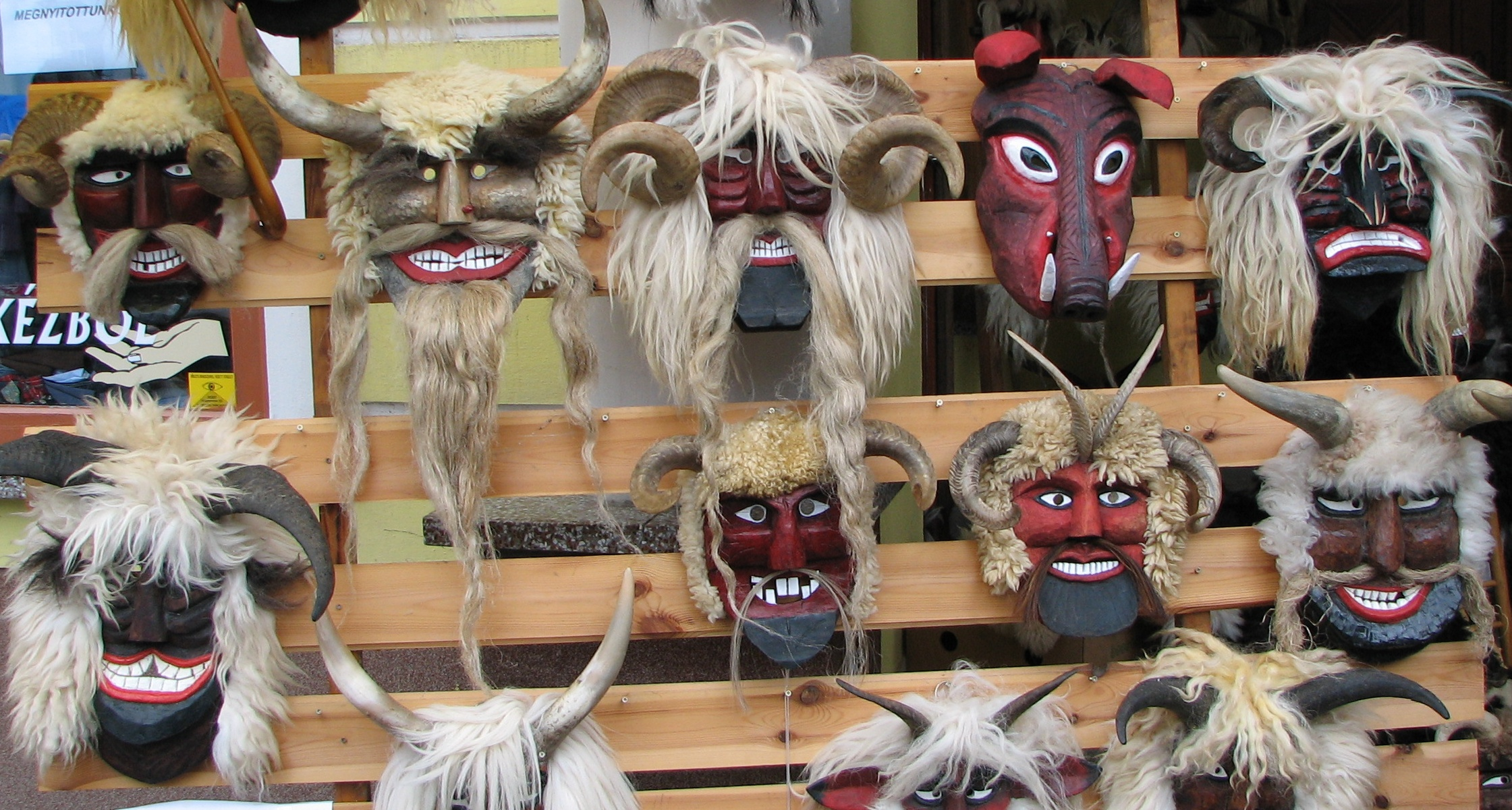
Những chiếc mặt nạ Busó (Mohács, tháng Hai năm 2006).
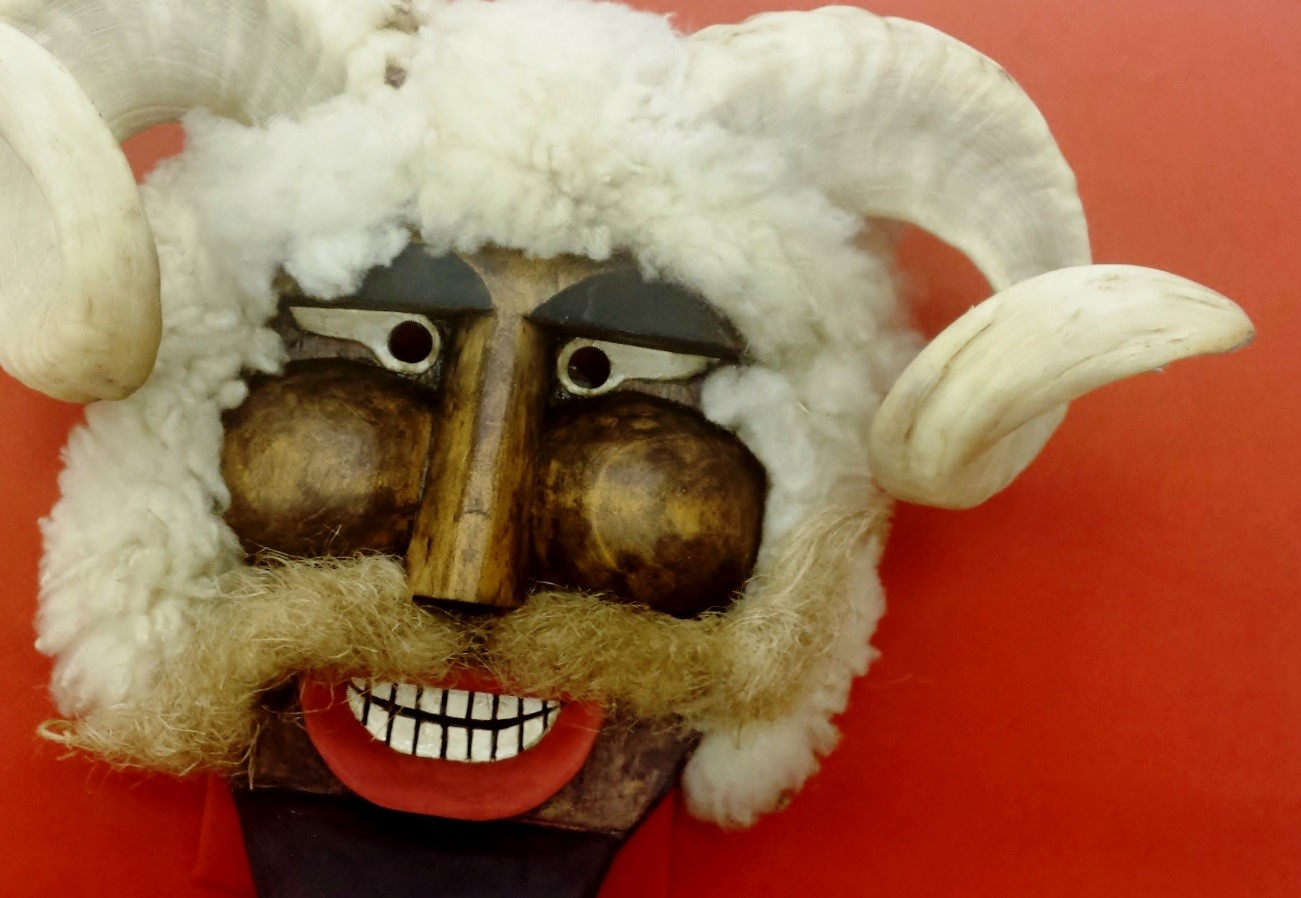
Mặt nạ Busó trong bộ sưu tập của Bảo tàng nhập cư của bang São Paulo, Brazil.
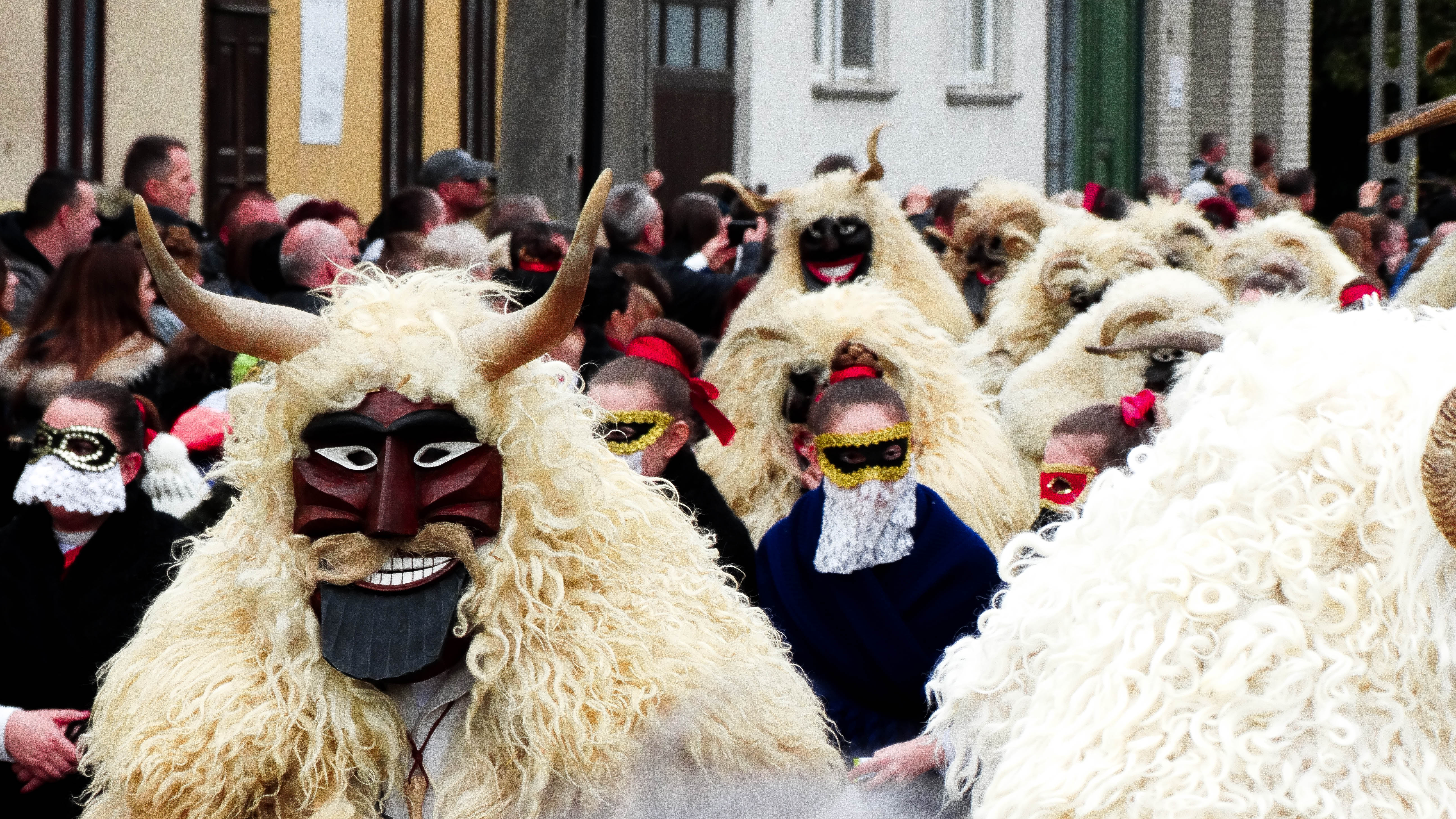
Những người đeo mặt nạ Busó đi diễu hành - Busójárás.
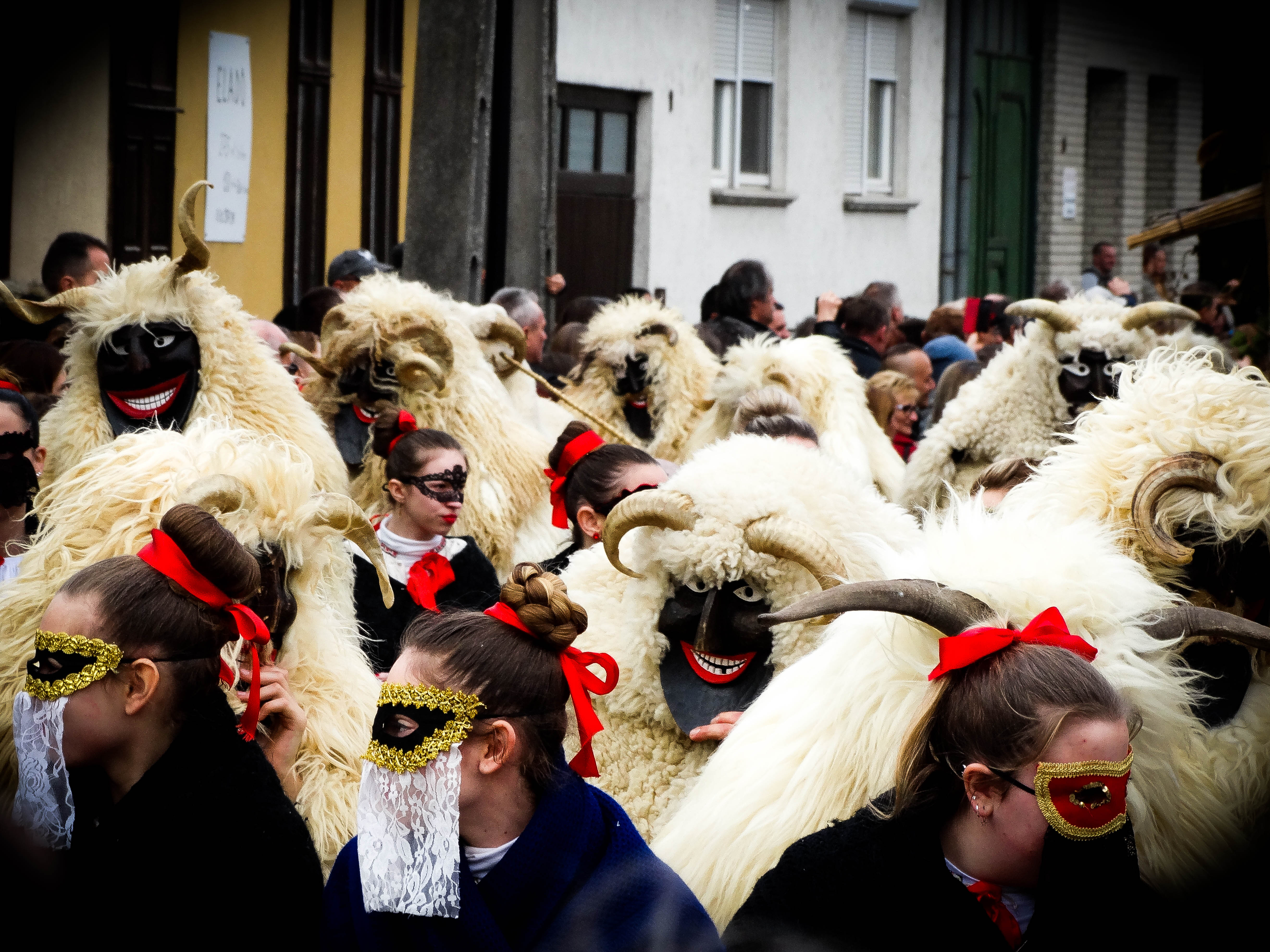
Những người đeo mặt nạ trong lễ hội Carnival của Hungary - Farsangi busójárás.
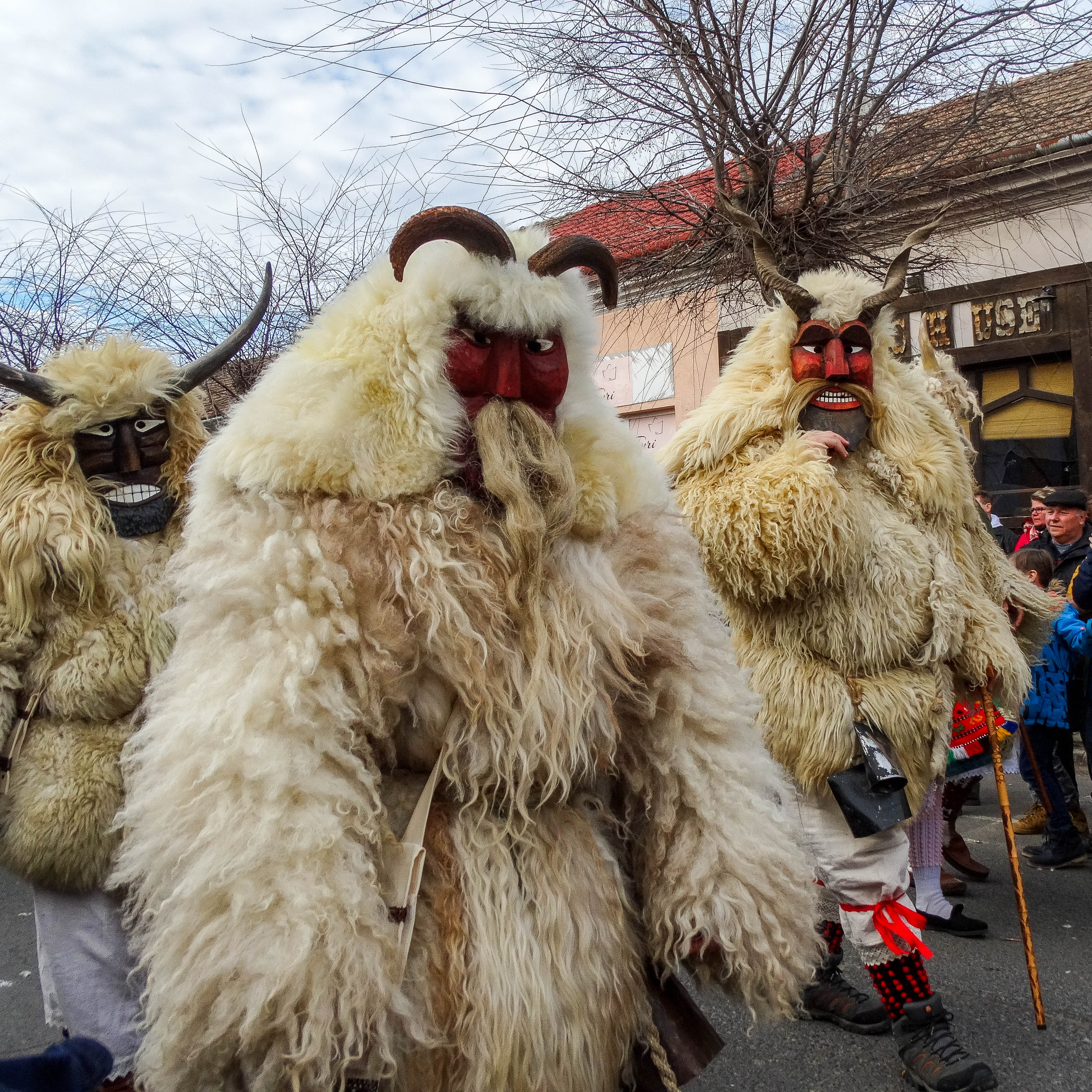
Những người đeo mặt nạ Busó.
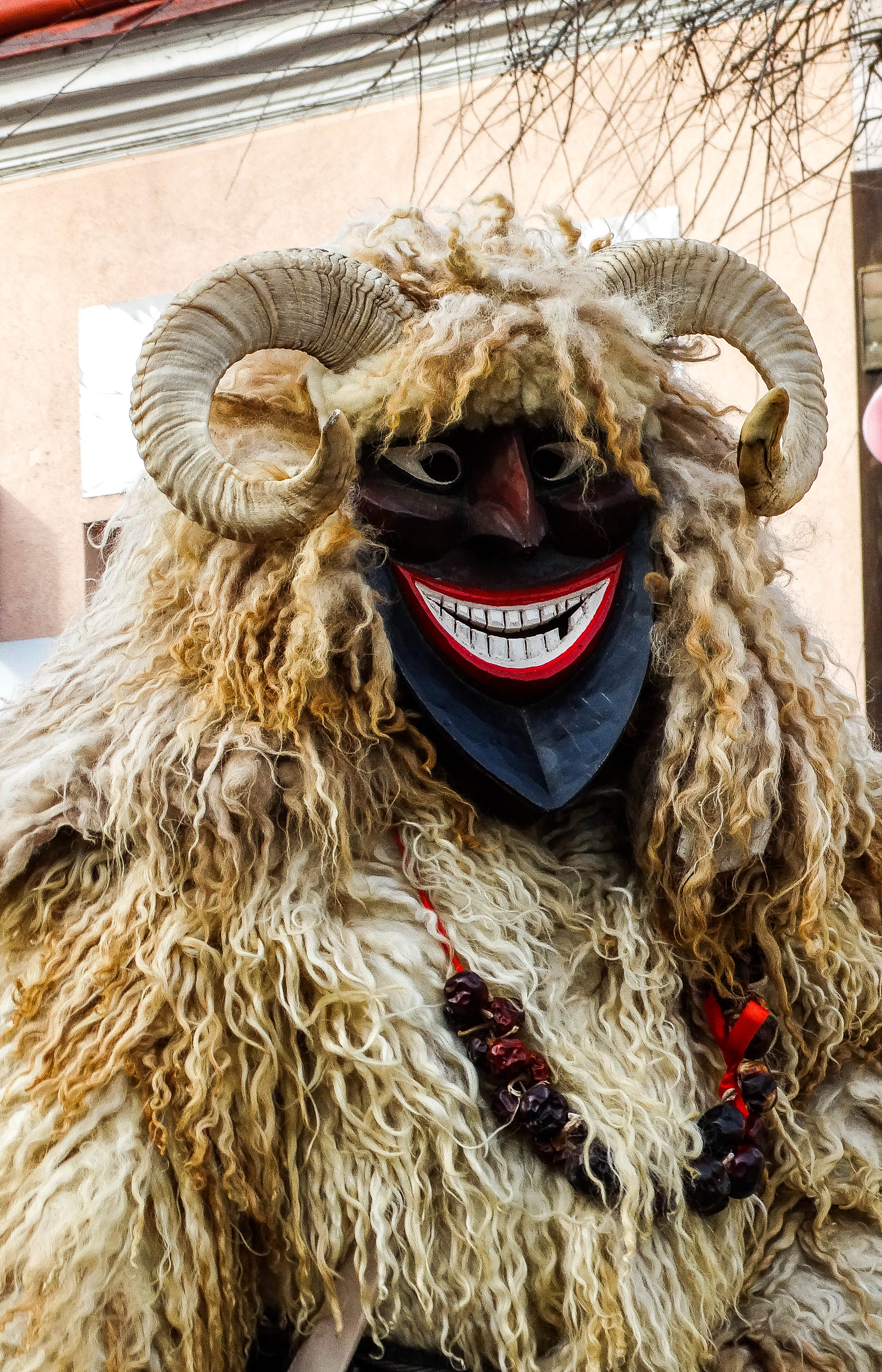
Một người đeo mặt nạ Busó.